# リア・ファル
リア・ファル（アイルランド語: Lia Fail 運命の石、又はリア・ファイル en:Lia Fáil）とは、ケルト神話、ダーナ神族に登場するエリンの四秘宝のひとつ。戴冠石、聖なる石、フォールの聖石とも呼ばれる。
『アイルランド来寇の書』等によれば、トゥアハ・デ・ダナーン神族が、北方四島の四都市のひとつファリアス(Falias)から、アイルランドにもたらした岩で、王都タラ(Temair)に所在した。正当な王が戴冠式で立てば叫び声を上げ予言をすると言われる。
しかし、「大いなるファル」（アイルランド語: Fál mór）とも称されるこの岩は、キリスト誕生の際に効力を失ったため、クー・フリンのためにもその養子ルギド（ルゲイド）のためにも叫んではくれなかった。そのためクー・フリンは岩を殴り、「ファルの心髄」（アイルランド語: críde fáil 英語: Heart of Fal）は、タルトゥ（=現今Telltown）まで飛んで行ってしまったという。また、それ以降は、伝説の上級王百戦のコンの即位まで叫ぶことはなかったとされる。
スコットランドの史家ジョン・オヴ・フォーダン（1384年没）著の増訂版『Scottichronicon』やヘクター・ボイス著『Historia Gentis Scotorum』（1527年）らは、スコットランドの戴冠石であるスクーンの石は、アイルランドから持ち出されたリア・ファイルと主張したが、これは否定されている。
後のアーサー王伝説では選定の剣カリバーンの刺さる岩のモデルとなり、ケルト/ドルイド魔術の源流として小アルカナのタロットにおけるペンタクル（トランプのダイヤ）のモチーフともなる。

## 資料
1. ↑  Macalister, R. A. S., 編訳 Lebor Gabála Érenn ¶305 原文："A Failias tucadh in Lia Fail fil i Temrig, no geissidh fo cach rig no gebidh Erinn."英訳:"..From Failias was brought the Lia Fail which is in Temair, and which used to utter a cry under every king that should take Ireland. "
2. ↑  Macalister, R. A. S., 編訳¶309 "..until Cu Chulainn smote it, for(a) it uttered no cry under him nor under his fosterling, Lugaid son of the three Finds of Emain. （中略）Then its heart flew out from it [from Temair] to Tailltiu, so that is the Heart of Fal.. "
3. ↑  Patrick Weston Joyce, "The Lia Fail and the Westminster Coronation Stone," Irish Monthly 12, (1884) p.325-ほか